# Suuri Särkänjärvi
Suuri Särkänjärvi är en sjö i kommunen Kuopio i landskapet Norra Savolax i Finland. Sjön ligger 81,8 meter över havet. Den är 17,92 meter djup. Arean är 58 hektar och strandlinjen är 6,48 kilometer lång. Sjön  ingår i Vuoksens huvudavrinningsområde.   Den ligger omkring 23 kilometer sydöst om Kuopio och omkring 330 kilometer nordöst om Helsingfors. 